# François-Joseph Duret
Pour les articles homonymes, voir Duret.
François-Joseph Duret, né François-Joseph Durez le 12 novembre 1729, à Valenciennes et mort le 7 août 1816 à Paris, est un sculpteur néoclassique français.

## Biographie

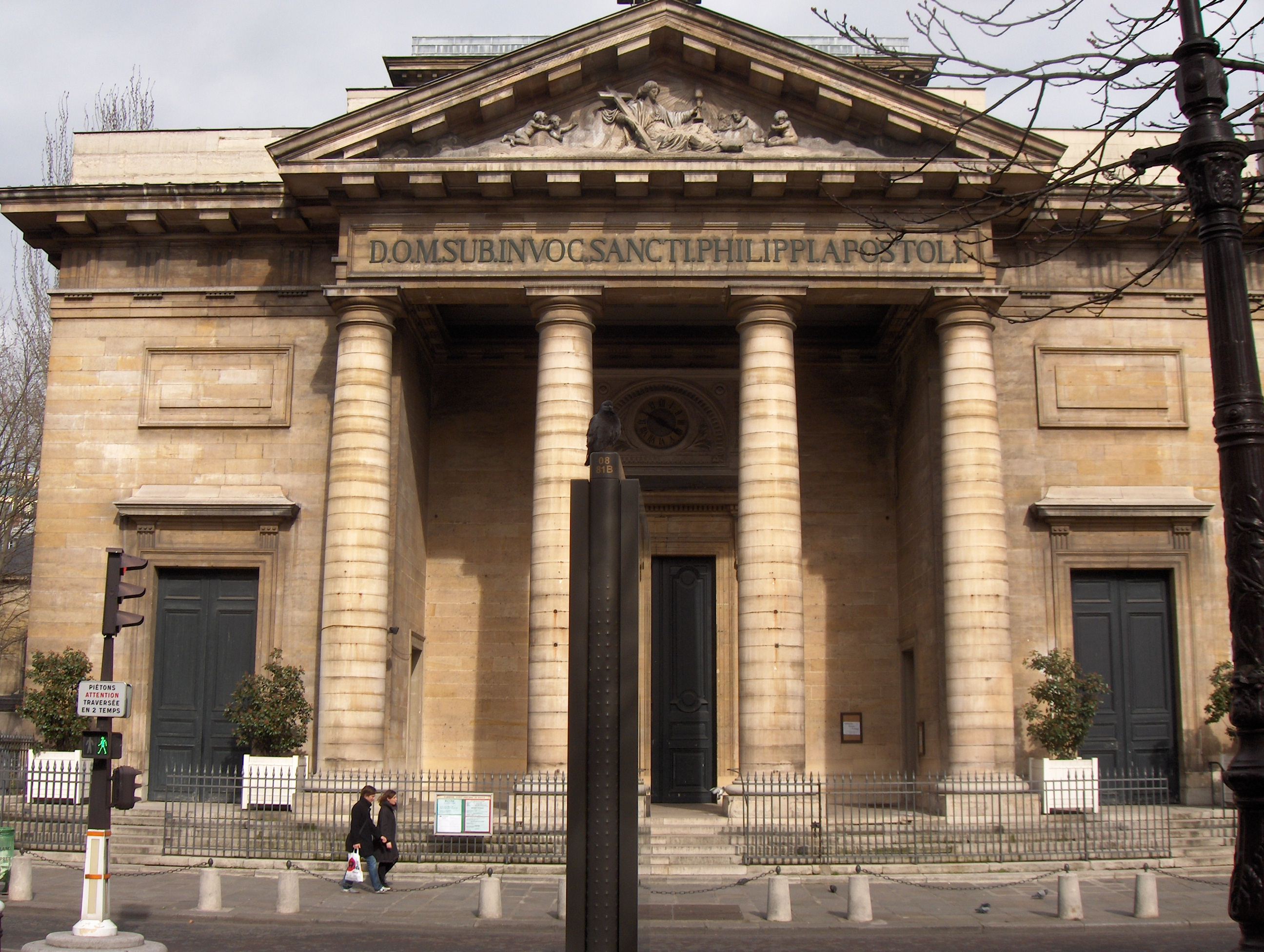
La Religion, bas-relief du fronton de l'église Saint-Philippe-du-Roule à Paris.

Fils de Charles Durez, d’origine espagnole, François-Joseph Duret était prince de l’Académie de Saint-Luc, membre de l’Académie royale de Paris, avant la formation de l’Institut, et sculpteur décorateur de Monsieur, comte de Provence. Son morceau de réception à l’Académie en 1791, représentant Diogène cherchant un homme, est conservé au musée des beaux-arts de Valenciennes. Sous la République et sous l’Empire, c’est à peu près sur lui seul que reposa la charge de sculpteur décorateur des fêtes nationales.
Marié avec la fille de son frère[réf. nécessaire] Jean-François Durez, chirurgien-major dans un régiment étranger, François-Joseph Duret en avait eu plusieurs enfants qui tous moururent avant que naquit son fils Francisque Duret (1804-1865), qui devînt un sculpteur renommé et dont il fut le maître.

## Œuvres dans les collections publiques
En Allemagne

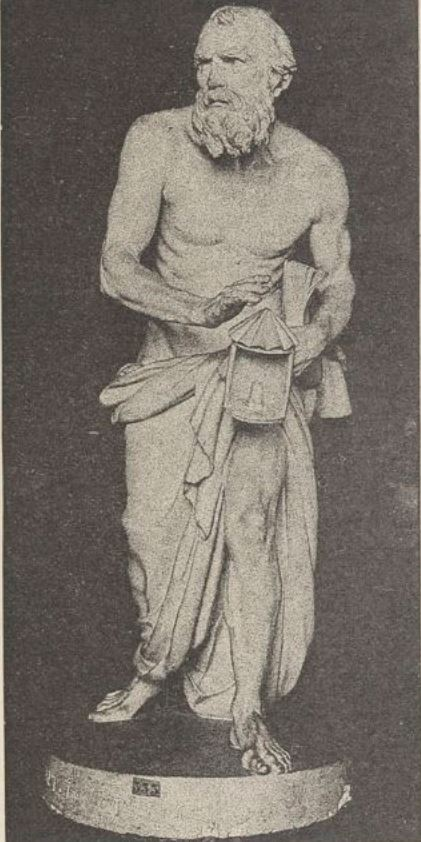
Diogène cherchant un homme (1791), musée des beaux-arts de Valenciennes.

- Hombourg, château de Karlsberg : décorations.

Aux États-Unis
- Detroit, Detroit Institute of Arts :
  - Cérès, 1779, terre cuite, pour la décoration du château de Karlsberg[3] ;
  - Flore, 1779, terre cuite, pour la décoration du château de Karlsberg[4].

En France
- Paris, église Saint-Philippe-du-Roule :  La Religion, bas-relief en pierre[5].
- Sèvres, musée national de Céramique : 
  - La Conversation espagnole, avant 1772, 25 cm. Duret prépare pour la manufacture de porcelaine de Sèvres le modèle de ce groupe représentant quatre personnages richement vêtus, à destination du roi Louis XV, comme les pièces suivantes ;
  - Un Flûtiste ;
  - La Chanteuse du Barry ;
  - Un guitariste ;
  - Un musicien espagnol avec hautbois ;
  - Nymphes à la corbeille, groupe ;
  - Le Génie de la sculpture ;
  - Le Génie de l'architecture.
- Valenciennes, musée des beaux-arts : Diogène cherchant un homme, 1791.

### Sources
- (es) Cet article est partiellement ou en totalité issu de l’article de Wikipédia en espagnol intitulé « François-Joseph Duret » (voir la liste des auteurs)..
- Gazette des beaux-arts, Paris, J. Claye, 1866 (lire en ligne), p. 100.
- Académie des sciences, inscriptions et belles-lettres de Toulouse, Revue de l’Académie de Toulouse et des autres académies de l’Empire, vol. 23-24, Toulouse, Delboy & Armaing, 1866 (lire en ligne), p. 208.